# Symbol
| Оценки критиков | Оценки критиков |
| Источник        | Оценка |
| --------------- | --- |
| Pitchfork       | 7,7 из 10 звёзд · 7,7 из 10 звёзд · 7,7 из 10 звёзд · 7,7 из 10 звёзд · 7,7 из 10 звёзд · 7,7 из 10 звёзд · 7,7 из 10 звёзд · 7,7 из 10 звёзд · 7,7 из 10 звёзд · 7,7 из 10 звёзд |
| AllMusic        | 4 из 5 звёзд · 4 из 5 звёзд · 4 из 5 звёзд · 4 из 5 звёзд · 4 из 5 звёзд |
| Tiny Mix Tapes  | 3 из 5 звёзд · 3 из 5 звёзд · 3 из 5 звёзд · 3 из 5 звёзд · 3 из 5 звёзд |
| PopMatters      | 6 из 10 звёзд · 6 из 10 звёзд · 6 из 10 звёзд · 6 из 10 звёзд · 6 из 10 звёзд · 6 из 10 звёзд · 6 из 10 звёзд · 6 из 10 звёзд · 6 из 10 звёзд · 6 из 10 звёзд                     |

Symbol (с англ. — «Символ») — студийный альбом японского музыканта Сусуму Йокота, выпущенный в 2005 году.

## Музыка
Symbol состоит из сэмплов произведений классической музыки, в основном эпохи романтизма, а также синтезаторов и петель ударных. В числе источников сэмплов — «Щелкунчик» Петра Чайковского, «Карнавал животных» Камиля Сен-Санса, «Ночь на лысой горе» Модеста Мусоргского и «Лунная соната» Людвига ван Бетховена, произведения Клода Дебюсси, Мориса Равеля, Рихарда Вагнера и Сергея Рахманинова, а также более современных композиторов — Джона Кейджа и Мередит Монк. В альбоме много женских вокализов, характерных для творчества Йокоты, — как записанных, так и сэмплированных, и перкуссии, в том числе маримбы.
Марк Ричардсон из Pitchfork сравнивает Symbol с серией альбомов Hooked on Classics Королевского филармонического оркестра, выпускавшейся в 1980-е годы, и замечает, что если в Hooked on Classics использовались цельные и продолжительные фрагменты классических произведений, Йокота режет оригинальные композиции на более короткие сэмплы и перемешивает их таким образом, что они часто оказываются неузнаваемы.

## Обложка
Обложка альбома представляет собой фрагмент картины «Гилас и нимфы» Джона Уильяма Уотерхауса.

## Реакция
Альбом получил в основном положительные отзывы в прессе. Марк Ричардсон назвал Symbol «безжалостно красивым» и «сюрреалистичным». Обозреватели AllMusic и Pitchfork назвали его менее впечатляющим и менее эмбиентным, чем альбом Йокоты Sakura, выпущенный в 2000 году. Росс Хофман из AllMusic сравнил многослойность аранжировок с другими альбомами Йокоты: Grinning Cat и The Boy & The Tree. Обозреватели журнала PopMatters посчитали, что Symbol выделяется на фоне более неудачных попыток скрестить классическую музыку и современную электронику, но при этом не лишён и излишнего драматизма, свойственного таким экспериментам. Самыми неудачными им показались композиции, в которых очевидны источники сэмплов.

## Треклист
| №   | Название                                         | Музыка            | Длительность |
| --- | ------------------------------------------------ | ----------------- | ------------ |
| 1.  | «Long Long Silk Bridge»                          | Кейдж, Йокота     | 3:00         |
| 2.  | «Purple Rose Minuet»                             | Кейдж, Йокота     | 3:34         |
| 3.  | «Traveler in the Wonderland»                     | Йокота            | 4:20         |
| 4.  | «Song of the Sleeping Forest»                    | Монк, Йокота      | 4:16         |
| 5.  | «The Plateau Which the Zephyr of Flora Occupies» | Йокота            | 2:25         |
| 6.  | «Fairy Dance of Twinkle and Shadow»              | Йокота            | 4:17         |
| 7.  | «Flaming Love and Destiny»                       | Монк, Йокота      | 4:54         |
| 8.  | «The Dying Black Swan»                           | Монк, Йокота      | 2:21         |
| 9.  | «Blue Sky and Yellow Sunflower»                  | Йокота            | 3:56         |
| 10. | «Capriccio and the Innovative Composer»          | Йокота            | 2:23         |
| 11. | «I Close the Door Upon Myself»                   | Эддинселл, Йокота | 2:24         |
| 12. | «Symbol of Life, Love, Aesthetics»               | Йокота            | 3:53         |
| 13. | «Music from the Lake Surface»                    | Кейдж, Йокота     | 3:12         |